# ألان موس
ألان موس (بالإنجليزية: Allan Moss)‏ هو شخصية أعمال وكبير الإداريين التنفيذيين أسترالي، ولد في 15 أغسطس 1949 في سيدني في أستراليا.